# Рибарска мрежа
Рибарска мрежа е вид мрежа, пригодена за ловене на риба, а понякога и на скариди, раци и омари. Изработена е от сравнително тънки нишки, които се преплитат и връзват с помощта на възли. Нишките може да са копринени, вълнени или найлонови. Рибарските мрежи обикновено се използват за улов на риба в големи количества, за консумация или продан, но не и като хоби.
Съществуват различни видове рибарски мрежи, но основният им принцип е да задържат рибата, която е по-голяма от дупките между възлите. За различните видове риба се използват мрежи с различен цвят, дължина, дебелина на нишката и големина на отворите.